# چارلز گادرد
چارلز گادرد (انگلیسی: Charles Goddard؛ ‏ ۲۶ نوامبر ۱۸۷۹ – ۱۱ ژانویهٔ ۱۹۵۱) فیلم‌نامه‌نویس و نمایشنامه‌نویس اهل ایالات متحده آمریکا بود.
از فیلم‌هایی که وی در آن‌ها نقش داشته‌است، می‌توان به ماجراهای جدید جی. روفوس والینگفورد اشاره نمود.